# 진 소후
진 소후(晉昭侯)는 중국 춘추 시대 진나라의 제12대 임금이다. 이름은 백(伯)이다.

## 생애
아버지 사후 즉위했으나, 나라가 어지러워, 진소후 원년(기원전 745년)에 아저씨 성사를 곡옥 땅에 봉했다. 두예는 이를 두고 소후가 위험을 느껴 성사를 곡옥백에 봉한 것이라고 했다. 그러나 곡옥은 진나라 임금의 도읍 익(翼)보다 크고, 환숙에게 귀의하는 무리가 많아 이 조치는 오히려 동란의 기반이 되었다.
진강정 명문에서 문후의 부인으로 소후의 어머니로 여겨지는 진강이 번탕 정벌을 주도한 것이 나타나, 진강이 소후를 도와 당시 정국을 주도하고 있었다고도 한다.
진소후 7년(기원전 739년), 진나라 대신 반보(潘父)가 소후를 죽이고, 곡옥환숙을 임금으로 모시려 했으나, 진나라 사람들은 환숙을 공격하여 패배시키고, 소후의 아들 평을 진나라 임금으로 세우고, 반보를 주살했다.